# Kim Jong-ryul
Kim Jong-ryul (* 1935 in Heian-hokudō, Provinz Chōsen, damaliges Japanisches Kaiserreich, heutiges Nordkorea) ist ein ehemaliger Agent des nordkoreanischen Staatssicherdienstes und Dissident. Er gehörte der Nomenklatura Nordkoreas an. Er floh am 18. Oktober 1994 von Bratislava nach Linz in Österreich. 2007 trat er mit der Journalistin Ingrid Steiner-Gashi und ihrem Ehemann Dardan Gashi in Kontakt, welche schließlich im März 2010 mit dem Buch Im Dienst des Diktators. Leben und Flucht eines nordkoreanischen Agenten, erschienen im Verlag Carl Ueberreuter, seine Lebensgeschichte veröffentlichten.

## Leben
Er wurde als das älteste Kind von vier Brüdern und einer Schwester geboren. Seine Familie zog 1947 nach Nordkorea.
Ab 1952 studierte er an der Technischen Universität Kim-Ch'aek in Pjöngjang und erhielt 1955 ein Stipendium für ein Auslandsstudium in der DDR an der TU Dresden im Maschinenbau. Nach seiner Rückkehr nach Nordkorea stieg er zu einem ranghohen Offizier auf und war als Ingenieur tätig. Für die nordkoreanische Oberschicht importierte er regelmäßig Luxusgüter aus Europa und hatte daher regelmäßig Kontakt zu den nordkoreanischen Machthabern. Dreh- und Angelpunkt dieser Betätigungen war die nordkoreanische Botschaft im neutralen Österreich in Wien, welche zu diesem Zweck zeitweise illegale Konten bei der Creditanstalt unterhielt. 1994 war er Vizedirektor der Fuhrparkabteilung im nordkoreanischen Personenschutzministerium und als Leiter einer Einkaufsdelegation beauftragt, Waren zu kaufen, welche wegen des bestehenden weltweiten Embargos gegen Nordkorea nur über Umwege zu erwerben waren.
Mit Hilfe seines Diplomatenpasses reiste er 18. Oktober 1994 von Bratislava über Wien nach Linz und tauchte unter. Nachdem die nordkoreanischen Behörden eine mehrtägige Suche nach dem Oberst der nordkoreanischen Volksarmee ergebnislos abbrechen mussten, wurde er von ihnen für tot erklärt. Bis 1999 lebte er versteckt und illegal in einer kleinen Wohnung in Linz-Urfahr. Auch nachdem er von dort in einen anderen unbekannten Ort in Österreich übersiedelte, lebte er weiterhin unerkannt.
15 Jahre nach seiner Flucht entschloss er sich, seine Geschichte im Buch „Im Dienst des Diktators“ zu veröffentlichen, um, wie er selbst darstellte, nicht im Untergrund verschwunden zu sterben und vor dem Sterben noch einen letzten Schrei zu machen. Er hat daraufhin in Österreich einen Antrag auf politisches Asyl gestellt.
Mit den Worten „Dieses Buch wird mein Tod sein.“ kommentierte er seine Befürchtungen von Repressalien. Seinen Familienangehörigen drohte die Deportation in die Zwangsarbeit.